# Cerro Norte (Montevideo)
Cerro Norte es un barrio de la ciudad de Montevideo, perteneciente al Municipio A y al Centro Comunal Zonal 17.
Es uno de los cinco barrios ubicados dentro del Cerro de Montevideo, junto a El Tobogán, Villa del Cerro, Casabó y nuevo Casabó. A su vez, limita con los barrios La Paloma Tomkinson, El Tobogán y la Villa del Cerro. Sus límites son la Av. Carlos María Ramírez (con la Villa del Cerro) y el Camino Tróccoli (con El Tobogán).
Dentro de sus construcciones se destaca el Estadio Luis Tróccoli.

## Características

### Identidad
Históricamente, Montevideo se ha expandido desde su núcleo fundacional —Ciudad Vieja— tanto hacia el Este del Departamento como hacia el Oeste. En ese escenario, Villa del Cerro adquirió un carácter de enclave montevideano en el occidente del Departamento, debido a diversos parámetros como su ubicación geográfica alejada del resto de la ciudad, su composición étnica de la población residente —predominantemente inmigrantes, en particular europeos—, y una gran oferta laboral procedente de las industrias, saladeriles primero y frigoríficas después, lo que a su vez posibilitó la proliferación de diversos negocios que brindaron múltiples servicios al barrio, como la educación y el ocio. Además, la convergencia de inmigrantes con una historia de vida y experiencias similares causó que se desarrollara un sentido identitario y de pertenencia comunes.
Todas estas características configuran la denominada Época de Base, sociológicamente hablando, en donde el barrio era autosuficiente respecto de Montevideo en varios sentidos; laboral, cultural y social. El sentido de pertenencia barrial continúa, pese a que la identidad se ha visto enormemente modificada en los últimos treinta años. Las características sustentadoras de la identidad propia de la Época de Base han desaparecido tras el cierre de los tres frigoríficos de la zona, lo que provocó a su vez que distintos servicios cesaran sus actividades y la pérdida de nicho laboral de muchos futuros trabajadores del barrio. Este hecho causó que las nuevas generaciones debieran buscar trabajo en otros puntos de Montevideo fuera del Cerro de Montevideo, el cual actualmente se dividió en algunos barrios. De esta forma, la autosuficiencia se vio oficialmente terminada, y el Cerro debió adaptarse a un nuevo escenario en donde forma parte de Montevideo, no un enclave aislado de él.

### Infraestructura

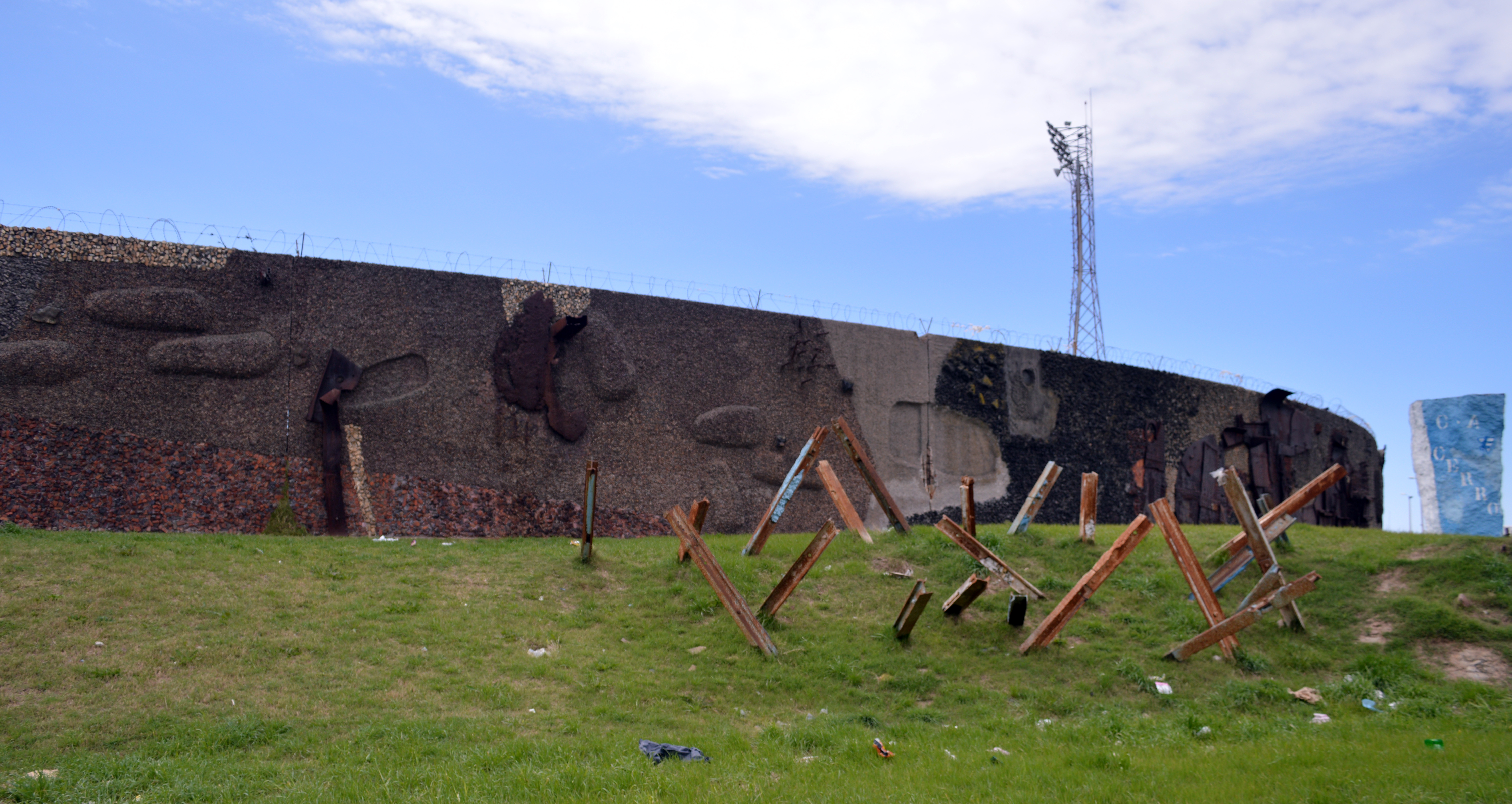
Fachada del Estadio Luis Tróccoli, ubicado en Cerro Norte y próximo a El Tobogán.

La principal construcción del barrio que destaca es el Estadio Luis Tróccoli, el cual se encuentra prácticamente en el límite con El Tobogán. Dicho estadio es el escenario deportivo del Club Atlético Cerro, un club muy popular en la zona cuyo clásico rival es el Rampla Juniors Fútbol Club, localizado en la Villa del Cerro, bien al sur del Cerro de Montevideo, junto a la costa capitalina.
También dentro de Cerro Norte se ubica el Centro Comunal Zonal N° 17, la Plaza de Deportes N° 10, la Terminal del Cerro, el Liceo 70, la Escuela 149 o la Escuela 271, entre otros sitios.

### Usina Cultural Cerro
Instalada el 23 de octubre de 2009, mediante convenio firmado entre la Dirección Nacional de Cultura del MEC y el Programa APEX Cerro de la Universidad de la República, es parte del Programa Usinas Culturales del Uruguay del Área Ciudadanía Cultural de la DNC MEC y cuenta con sala de grabación de sonido con instrumentos musicales y equipamiento para la producción audiovisual, cuyo objetivo es promover el acceso a la producción cultural y el potencial creativo de las personas.

### Parque Tecnológico Industrial del Cerro
Se trata de un complejo industrial público-privado llevado adelante por la Intendencia Municipal de Montevideo y ubicado en Cerro Norte. El proyecto implicó la recuperación de los predios que antiguamente ocupaba la planta Artigas del EFCSA (Establecimientos Frigoríficos del Cerro SA) que se encontraban en estado ruinoso y su conversión en un parque que alberga a más de 50 empresas que sostienen más de 900 puestos de trabajo. Operan diversos tipos de empresas, desde microempresas a macroempresas y algunas de ellas son cooperativas o empresas recuperadas y autogestionadas por los trabajadores. En diciembre de 2013 fue reconocido de forma oficial como parque industrial por la Ley N.º 17 547. Esto le permite a las empresas acceder a los beneficios de la Ley de Inversiones N° 16 906.

## Transporte

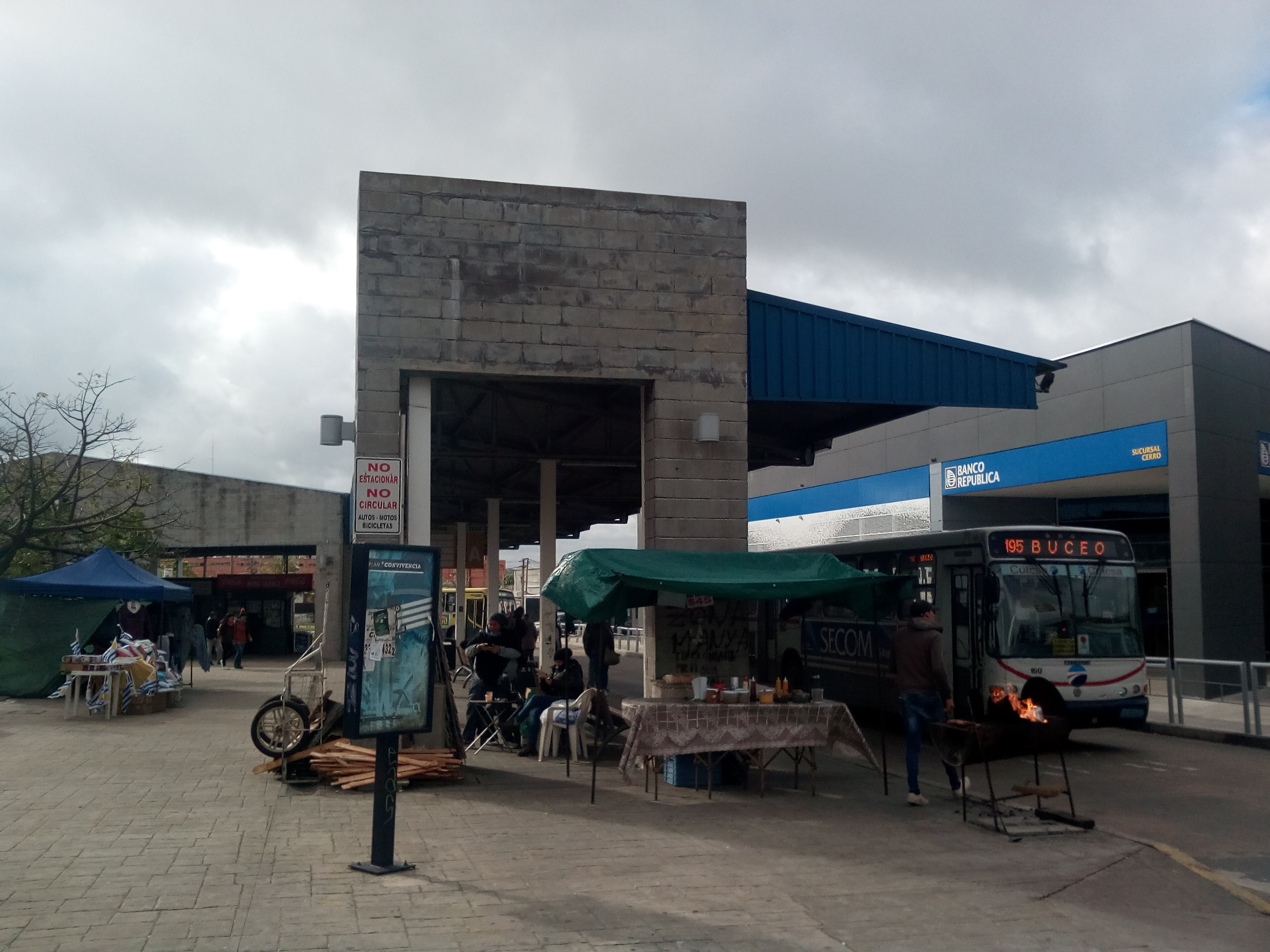
Terminal del Cerro, uno de los principales puntos del barrio.

El barrio da origen a un nudo importante del transporte urbano de Montevideo, tanto de la ciudad en sí como del área Oeste del Departamento. El punto neurálgico es la denominada Terminal del Cerro, ubicada en la zona de Cerro Norte, casi en el límite con la Villa del Cerro. La terminal fue inaugurada el 21 de mayo de 2005 por el intendente de Montevideo, Ricardo Ehrlich. Se encuentra en la manzana delimitada por las calles Pedro Castellino, Ramón Tabárez, Avenida Carlos María Ramírez y peatonal Turquía, y fue creada en el marco de la puesta en marcha del STM (Sistema de Transporte Metropolitano), cuyo objetivo es lograr la agilización y modernización del transporte de ómnibus de pasajeros en Montevideo, similar al TransMilenio de Bogotá o al Red Metropolitana de Movilidad de Santiago de Chile.
La función de la Terminal es concentrar en un solo sitio las rutas de los ómnibus que ingresan o egresan del área Oeste de Montevideo (léase Villa del Cerro, Cerro Norte, Casabó, Santa Catalina, Paso de la Arena, Pajas Blancas), así los pasajeros de toda el área tienen un punto único para transbordar con otra línea si así lo desean, aumentando la cobertura de los ómnibus del sector con el resto de la ciudad de Montevideo sin la necesidad de crear otros recorridos. Estos transbordos se hacen mediante la adquisición por parte del usuario del llamado boleto de una hora; un boleto especial mediante el cual, al arribar en la Terminal el segundo ómnibus —el del transbordo— no hace necesario pagar un segundo boleto
Con la creación de la Terminal, las líneas denominadas Locales (identificadas con la letra L) se han multiplicado. Dichas líneas cubren la zona Oeste partiendo de la Terminal hacia los barrios ubicados al oeste del arroyo Pantanoso. Ello proporciona más cobertura de ómnibus dentro del ese sector del departamento, con un boleto que cuesta la mitad del utilizado dentro de la ciudad de Montevideo.
Líneas que pasan por la Terminal:
- 17 Punta Carretas - Casabó
- 76 Punta Carretas - Playa del Cerro/ Trasbordo Cerro
- 124 Ciudad Vieja - Santa Catalina
- 125 Ciudad Vieja - Playa del Cerro/ Terminal Cerro
- 133 Aduana - Pajas Blancas
- 137 Plaza España - Paso de la Arena
- 163 Pocitos - Paso de la Arena
- 185 Pocitos - Nuevo Casabó
- 186 Pocitos - Santa Catalina
- 195 Buceo - Playa del Cerro
- 306 Géant/Parque Roosevelt - Casabó
- 370 Portones - Playa del Cerro/ Curva de Tabárez
- L4 Terminal Cerro - La Boyada
- L6 Terminal Cerro - Paso de la Arena
- L7 Terminal Cerro - Sanatorio Saint Bois
- L12 Playa del Cerro - Puntas de Sayago (Por Casabó)
- L15 Terminal Cerro - Pajas Blancas
- L17 Terminal Cerro - Playa del Cerro
- L18 Playa del Cerro - Terminal Cerro
- L23 Terminal Cerro - Santa Catalina
- L26 Belvedere - Terminal Cerro